# Otto Hindrichs
Otto Heinrich Hindrichs (* 7. Mai 1881 in Köln; † 29. August 1957) war ein deutscher Gymnasiallehrer, Schulrat, Regierungsrat, Landrat und Briefmarkenhändler.

## Leben und Wirken
Otto Heinrich Hindrichs war ein Sohn des Kaufmanns Otto Hindrichs. Er besuchte das Friedrich-Wilhelm-Gymnasium in Köln bis 1900. Danach studierte er in Bonn, Marburg und wieder Bonn und wurde dort 1904 am Physikalischen Institut bei Heinrich Kayser zum Dr. phil. promoviert. Danach war er als Gymnasiallehrer tätig. Spätestens seit 1910 war Otto Hindrichs Kreisschulinspektor in Opladen. 1919 wurde er von den französischen Besatzungsbehörden zum Landrat in Höchst ernannt. Etwa seit 1920 war er Kreisschulrat in Münster und wurde später zum Regierungsrat ernannt.
1933 wurde Hindrichs von seinen Verwaltungsämtern entlassen, der angebliche Grund war seine Tätigkeit für die französischen Besatzungsbehörden im Jahre 1919. Danach eröffnete er ein Briefmarken-Fachgeschäft in Münster.
Nach 1945 erhielt er seine Entnazifizierungsurkunde. 1957 starb er.
Danach führten seine Söhne Paul und Otto Hindrichs das Briefmarkengeschäft weiter, später sein Enkel Andreas Hindrichs. 2024 wurde dieses geschlossen.

## Publikationen
Otto Hindrichs veröffentlichte verschiedene Publikationen. Außerdem verfasste er einige Literaturrezensionen in den Zeitschriften Bücherwelt, Germania und Hochland.
Monographien
- Über Messungen und Gesetzmäßigkeiten in der vierten Kohlebande, Eisele, Bonn 1904, Dissertation (kurze Auszüge)
- Hermann. Ein Schauspiel in fünf Aufzügen, Pierson, Dresden 1906
- Tabellen zur Berechnung von Tagen, Zinszahlen und Zinsen, Literatur-Verlag, Essen 1912[9]
- Diesterwegs Rechenbuch für Westfalen, 1930, mit zwei weiteren Autoren
- Handbuch der Schulverwaltung im Regierungsbezirk Münster, enthält die zur Zeit gültigen Gesetze, Verordnungen, Kabinettsordern, Erlasse, Verfügungen, soweit sie für die Volksschulverwaltung in Frage kommen, nebst den einschlägigen Gerichtsentscheidungen, vollständig in drei Bänden, Münster 1930
- Wisawert-Post, Münster 1933
- Briefmarken-Reform-Katalog, Mainz 1947, 1948